# Клаудіо Габетта
Клаудіо Габетта (італ. Claudio Gabetta, нар. 17 січня 1964, Тортона) — італійський футболіст, що грав на позиції . По завершенні ігрової кар'єри — тренер. З 2015 року працює в академії «Ювентуса».

## Ігрова кар'єра
Народився 17 січня 1964 року в місті Тортона. Вихованець футбольної школи місцевого клубу «Дертона». Дорослу футбольну кар'єру розпочав 1981 року в основній команді того ж клубу, в якій провів шість сезонів, взявши участь у 121 матчі чемпіонату. Більшість часу, проведеного у складі «Дертони», був основним гравцем команди.
Згодом з 1988 по 1992 рік грав у складі команд клубів «Павія» та «Аоста».
Завершив професійну ігрову кар'єру у клубі «Дертона», у складі якого починав виступи. Прийшов до команди 1993 року, захищав її кольори до припинення виступів у 1996.

## Кар'єра тренера
Відразу ж по завершенні кар'єри гравця, 1996 року, став помічником Антоніо Сали, очільника тренерського штабу клубу «Вогера», де пропрацював з 1996 по 1998 рік. Згодом протягом наступних п'яти років допомагав Салі у тренерських штабах «Кастель-ді-Сангро», «Сієни», «Кальярі» і «Козенци».
У сезоні 2003/04 отримав перший досвід самостійної тренерської роботи, очоливши команду «Вогера» із Серії D, після чого працював з молодіжною командою «Фіорентини».
Згодом тренував у Серії C2 «Беневенто» і «Терамо», а також «Леньяно» із Серії C1.
2010 року був запрошений до клубної структури «Ювентуса», де працював з однією з юнацьких команд, а з 2015 року працює у клубній академії.